# Tom Poes en de wonderlijke boedel
Tom Poes en de wonderlijke boedel is een ballonstripverhaal uit de Tom Poes-reeks. De eerste publicatie was in 1957 in het weekblad Donald Duck, in de nummers 22 tot en met 33. Als album verscheen het in 1981 bij uitgeverij Oberon. 

## Samenvatting
In het Donkere Bomen Bos ontmoeten Tom Poes en Heer Bommel een dwerg die wordt gedwongen te verhuizen, "voor de vooruitgang". Hij houdt daarom uitverkoop. Heer Bommel koopt een kastje, maar dat blijkt bijzondere krachten te hebben. Als Bul Super daarachter komt en begrijpt dat de hele inboedel magisch is, is het hek van de dam. Het huisraad veroorzaakt enkele rampen, waarvan heer Bommel zoals gewoonlijk de schuld krijgt. 
Uiteindelijk kan de burgemeester, op advies van Tom Poes, net op tijd het huis van de dwerg redden. De inboedel wordt teruggebracht en moet er veiligheidshalve voortaan altijd in blijven. Zodoende blijft de dwerg er wonen en is hij tevreden.